# Onychocerus crassus
Onychocerus crassus är en skalbaggsart som först beskrevs av Voet 1778.  Onychocerus crassus ingår i släktet Onychocerus och familjen långhorningar.
Artens utbredningsområde är:
- Guyana.
- Honduras.
- Panama.
- Surinam.
- Venezuela.
- Martinique.

Inga underarter finns listade i Catalogue of Life.